# Електрани на Македония
„Електрани на Македония“ (на македонска литературна норма: Електрани на Македонија), съкратено ЕЛЕМ, е акционерно дружество и енергийно предприятие в Северна Македония, изцяло собственост на северномакедонската държава. Дружеството е основният производител на електрическа енегрия за електроенегийната система на страната.
По данни от 2008 година общото производство на електрическа енергия на ЕЛЕМ е 5615 гигавата, от които 4877 гигавата (87%) от топлоелектрически централи и 738 гигавата (13%) от водноелектрически централи. В същата година производството на хидроцентралите се смята за по-слабо заради лошата хидроложка година.
През 2008 година, за потребностите на топлоелектрическите централи, от рудниците на ЕЛЕМ са добити 7 746 170 тона каменни въглища. За потреблението на ТЕЦ „Битоля“ от рудник „Суводол“ се добити 6 376 643 тона, а от рудник „Брод–Гнеотино“ са добити първите количества, възлизащи на 127 536 тона. Като съгласно плановете, от 2008 г., през 2009 г. от новия рудник е трябвало да се произведе 2 млн. тона въглища или около една трета от потребностите на ТЕЦ „Битоля“. За нуждите на ТЕЦ „Осломей“ от рудник „Осломей–Запад“ са добити 936 278 тона въглища, а с отварянето на добивния участък „Стар рудник“ е изпълнен добив от 305 713 тона.

## История
Дружеството е създадено през август 2005 г. след отделяне от някогашния държавен енергиен монополист „Електростопанство на Македония“ (ЕСМ). Във връзка с преструктурирането на ЕСМ и предстоящата тогава приватизация на мрежите за пренос и разпределение на електроенергия е взето да решение да бъдат отделени електроцентралите, за да останат собственост на държавата. Така възникват 3 нови дружества, чиито наследници към 2013 г. са:
- ЕЛЕМ („Електрани на Македонија“, „Електроцентрали на Македония“) – електропроизводство;
- МЕПСО („Македонски електропреносен систем оператор“) – електропренос;
- ЕВН – електроразпределение.

## Капацитети
ЕЛЕМ притежава три топлоелектрически централи, две от които работят с лигнитни въглища и притежават сбствени рудници и една с мазут:
- РЕК „Битоля“ (3 термоблока с инсталирана мощност от 675 MW);
- РЕК „Осломей“ край Кичево;
- ТЕЦ „Неготино“;

Също така има 8 водноелектрически централи:
- ВЕЦ „Вруток“
- ВЕЦ „Равен“
- ВЕЦ „Върбен“
- ВЕЦ „Шпиле“
- ВЕЦ „Глобочица“
- ВЕЦ „Тиквеш“
- ВЕЦ „Света Петка“
- ВЕЦ „Козяк“[6]